# Wrótka za Słupem
Wrótka za Słupem (słow. Vrátka za Ľadovým stĺpom) – przełęcz w Kapałkowej Grani w słowackiej części Tatr Wysokich. Znajduje się mniej więcej w połowie zachodniej grani Pośredniej Kapałkowej Turni i oddziela Kapałkowy Dziób na wschodzie od Kapałkowego Słupa na zachodzie. W rejonie przełęczy znajduje się okno skalne utworzone z kilku dużych want.
Północne stoki Wrótek za Słupem i sąsiednich obiektów opadają do Kapałkowego Koryciska, odgałęzienia Doliny Śnieżnej, południowe – do Doliny Suchej Jaworowej. Przełęcz jest wyłączona z ruchu turystycznego, natomiast najdogodniejsza droga dla taterników prowadzi na nią stromą rynną z Doliny Suchej Jaworowej.
Pierwsze wejścia:
- letnie – Gyula Komarnicki i Roman Komarnicki, 30 lipca 1909 r.,
- zimowe – Čestmír Harníček, Arno Puškáš, Karel Skřipský i Jozef Velička, 26 marca 1953 r., przy przejściu granią[2].